# رشدي الشوا
رشدي سعيد الشوا (1889–1965) أحد وجهاء غزة ورئيس بلدية غزة 1939-1952. ولد في بيت أبيه (رئيس بلدية غزة الأول سعيد الشوا) في قسم آل تركمان من حي الشجاعية.

## حياته
أُرسل رشدي إلى إسطنبول في عام 1899 للتعليم. حيث درس القانون وانتهى في عام 1914. وجاء إلى غزة لفصل الصيف وكان من المفترض أن يعود إلى إسطنبول في سبتمبر وأكتوبر للتخرج رسميا، لكنه لم يستطع حيث دُمرت جامعة إسطنبول خلال الحرب العالمية الأولى. وللحصول على شهادة، ذهب رشدي إلى دمشق، والتحق بالجامعة السورية (الآن جامعة دمشق) وتخرج في سنة واحدة. في عام 1925، عاد إلى فلسطين التي كانت تحت السيطرة البريطانية واستقر مع عائلته في مدينة يافا.

## عمله
عمل رشدي رئيسا لبلدية غزة، حيث بدأ إعادة بناء البنية التحتية للمدينة، وحفر بئر حي الصفا، وبدأ توزيع المياه إلى المنازل من خلال نظام أنابيب المياه.
عند انتهاء الانتداب البريطاني على فلسطين في 15 مايو 1948، حصل رشدي ورؤساء السلطات المحلية العربية الأخرى في فلسطين على وسام الإمبراطورية البريطانية (OBE) من قبل الملك جورج السادس. انتخب رشدي رئيسًا لبلدية غزة أكثر من مرة واحدة، وقد خدم أربع دورات، عندما غادرت القوات البريطانية فلسطين في 15 مايو، انتخب رشدي أيضا عمدة (محافظ) لغزة. ومنذ عام 1946 لم تجر أية انتخابات في بلدية غزة. ومع مغادرة آخر جندي بريطاني مدينة غزة رفع رشدي علم فلسطين فوق مبنى السرايا مقر الحكم البريطاني السابق. بعد انتهاء فترة رشدي في العام 1951، لم تقم السلطة المصرية بعمل أي انتخابات لبلدية غزة. واصبحت تعين رؤساء البلدية واعضاء المجلس البلدي، عندما احتلت إسرائيل قطاع غزة في عام 1956، قبل رشدي مسؤولية بلدية غزة وساعد في إنقاذ حياة الناس، وتأمين الغذاء، والأمن، وغيرها من الاحتياجات لسكان مدينة غزة وسكان قطاع غزة أيضا. فترة توليه منصب عمدة انتهت في 7 مارس 1957.

## وفاته
توفي رشدي في لندن يوم 5 ديسمبر 1965، ونقل جثمانه إلى غزة من قبل الأمم المتحدة عبر بيروت. وفي غزة، عقدت جنازة رسمية وطنية له في 9 ديسمبر 1965.